# Torta frita
La torta frita és un pastís o pa dolḉ el qual es prepara fregit en una paella.
És generalment circular, i pot presentar un petit tall al centre per facilitar la cocció. Es consumeix a l'Argentina i a l'Uruguai, sovint acompanyant la infusió característica, el mate, els dies plujosos.